# Farînkî, Kamin-Kașîrskîi
Farînkî (în ucraineană Фаринки) este un sat în comuna Pnivne din raionul Kamin-Kașîrskîi, regiunea Volînia, Ucraina.

## Demografie
Componența lingvistică a localității Farînkî
     Ucraineană (99,57%)
     Alte limbi (0,43%)
Conform recensământului din 2001, majoritatea populației localității Farînkî era vorbitoare de ucraineană (99,57%), existând în minoritate și vorbitori de alte limbi.